# شهرستان لایشوی
شهرستان لایشوی (به لاتین: Laishui County) یک منطقهٔ مسکونی در چین است که در بائودینگ واقع شده‌است. شهرستان لایشوی ۱٬۶۶۶ کیلومتر مربع مساحت و ۳۴۰٬۰۰۰ نفر جمعیت دارد و ۴۲ متر بالاتر از سطح دریا واقع شده‌است.